# 莫克雷茨 (基輔州)
50°41′14″N 31°9′55″E / 50.68722°N 31.16528°E
莫克雷茨（羅馬化：Mokrets）是位於烏克蘭中部基輔州布羅瓦里區的村落，隸屬卡利塔市鎮。該村始建於1628年，面積2.62平方公里，海拔高度111米，2001年人口1,004，人口密度每平方公里383.2人。